# أوغوستا ليندبرغ
أوغوستا ليندبرغ (بالسويدية: Augusta Lindberg) هي ممثلة سويدية، ولدت في 17 مارس 1866 في السويد، وتوفيت بنفس المكان في 3 ديسمبر 1943.

## وصلات خارجية
- أوغوستا ليندبرغ على موقع IMDb (الإنجليزية)
- أوغوستا ليندبرغ على موقع قاعدة بيانات الأفلام السويدية (السويدية)
- أوغوستا ليندبرغ على موقع قاعدة بيانات الفيلم (الإنجليزية)